# Ivry (Adelsgeschlecht)
Das kurzlebige Adelsgeschlecht Ivry gehört durch Sprota, die Ehefrau ihres Stammvaters und erste Ehefrau von Wilhelm I. Graf von Rouen, zum engeren Kreis um die Rolloniden.

## Stammliste
1. Asperleng ⚭ Sprota, nordischer Herkunft, heiratete (wohl in zweiter Ehe) Wilhelm I. Graf von Rouen (Rolloniden)
  1. Raoul d’Ivry, Graf von Bayeux 1011, Halbbruder von Richard I. Herzog der Normandie; ⚭ Albereda, † vor 1011, erbaut Burg Ivry-la-Bataille
    1. Hugues, Herr von Ivry Oktober 1049, 1015 Bischof von Bayeux
      1.  ? Albereda (Aubrée); ⚭ I Robert d’Ivry, um 1060 bezeugt; ⚭ II Albert de Cravent

    2. Emma, als Witwe Äbtissin von Saint-Amand in Rouen; ⚭ Osbern de Crépon, Leibwächter von Wilhelm dem Eroberer, Truchsess (Dapifer) der Normandie, ermordet wohl 1040 (FitzOsbern)
    3. Tochter; ⚭ Richard de Beaufour
    4. Raoul
    5. Jean, † 1079, 1061 Bischof von Avranches, 1068 Erzbischof von Rouen